# 1858 en architecture
| Années de l'architecture : 1855 - 1856 - 1857 - 1858 - 1859 - 1860 - 1861    |
| Décennies de l'architecture : 1820 - 1830 - 1840 - 1850 - 1860 - 1870 - 1880 |

Cet article présente les faits marquants de l'année 1858 en architecture.

## Réalisations
- x

## Événements
- Le concours pour la conception du Central Park à New York est gagné par Frederick Law Olmsted et Calvert Vaux.
- Aux Îles Canaries, inauguration du Marché de Vegueta (achevé en 1856).

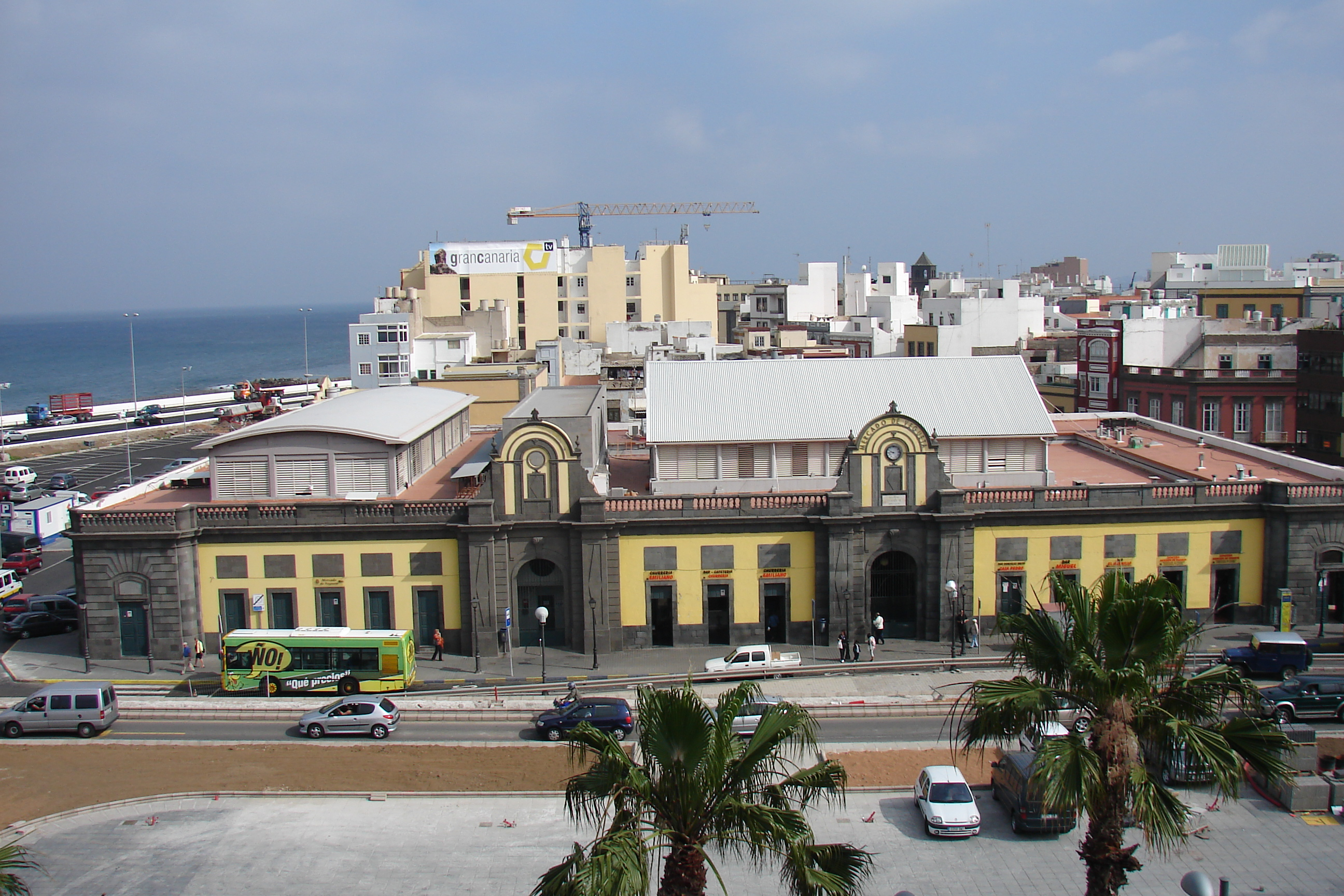
Façade du Marché de Vegueta en 2006.

## Récompenses
- Royal Gold Medal : Friedrich August Stüler.
- Prix de Rome : Ernest Coquart.

## Naissances
- 16 avril : Aaron Messiah († 28 août 1940).

## Décès
- 10 juillet : Auguste Ricard de Montferrand (° 23 janvier 1786).